# Nathan Guy
Allen Nathan Guy (nascut el 1970) és un polític neozelandès i diputat de la Cambra de Representants de Nova Zelanda des de les eleccions de 2005, representant la circumscripció electoral d'Ōtaki des de les eleccions de 2008. És membre del Partit Nacional i forma part del gabinet de John Key.

## Inicis
Guy va néixer el 1970. Va realitzar els seus estudis secundaris al Col·legi Waiopehu (Waiopehu College) de Levin. Va estudiar estudis rurals a la Universitat Massey.
Va treballar com a ramader en la granja bovina de la seva família. En les eleccions locals neozelandeses de 1998 fou elegit conseller al consell del districte de Horowhenua a Manawatu-Wanganui. Seria conseller fins al 2006.

## Diputat
| Parlament de Nova Zelanda |      |                |        |          |
| Anys                      | Leg. | Circumscripció | Llista | Partit   |
| 2005-2008                 | 48   | Llista         | 39     | Nacional |
| 2008-2011                 | 49   | Ōtaki          | 18     | Nacional |
| 2011-actualitat           | 50   | Ōtaki          | 20     | Nacional |

En les eleccions generals de 2005 fou el candidat del Partit Nacional a la circumscripció electoral d'Ōtaki i es trobava 39è en la llista electoral del seu partit. Guy quedà en segon lloc amb el 44,76% del vot contra el 45,76% de Darren Hughes del Partit Laborista. Fou elegit diputat de llista.
En les eleccions de 2008 i 2011 fou elegit pels votants d'Ōtaki. El 2008 captà el 48,67% del vot i el 2011 el 51,57%.

### Ministre
El 15 de juny de 2009 al dimitir el ministre Richard Worth fou nomenat Ministre d'Afers Interiors, Ministre Responsable per Archives New Zealand i Ministre Responsable per la Biblioteca Nacional de Nova Zelanda.
En ser elegit de nou el Partit Nacional després de les eleccions de 2011 Guy cessà de ser Ministre d'Afers Interiors, Ministre Responsable per Archives New Zealand i Ministre Responsable per la Biblioteca Nacional de Nova Zelanda. Els ministeris relacionats amb Archives New Zealand i la Biblioteca Nacional foren abolits. La nova Ministra d'Afers Interiors fou Amy Adams. Fou nomenat, però, Ministre de Carreres, Ministre d'Immigració i Ministre dels Afers dels Veterans. Va succeir a Craig Foss, Jonathan Coleman i Judith Collins respectivament.
El primer ministre John Key va anunciar un canvi en el gabinet el 22 de gener de 2013, efectiu a partir del 31 de gener. Fou succeït per Michael Woodhouse com a Ministre d'Immigració i Ministre dels Afers dels Veterans. En ser elegit David Carter Portaveu de la Cambra de Representants, Guy el va succeir com a Ministre de les Indústries Primàries. A més, va seguir sent Ministre de Carreres.

## Vida personal
Està casat amb Erica Guy i tenen tres fills.